# Conioscinella halophila
Conioscinella halophila är en tvåvingeart som beskrevs av Oswald Duda 1933. Conioscinella halophila ingår i släktet Conioscinella och familjen fritflugor. Arten är reproducerande i Sverige. Inga underarter finns listade i Catalogue of Life.